# オルガ・バクラノヴァ
オルガ・バクラノヴァ（Olga Baclanova、ロシア語:Ольга Владимировна Бакланова;1893年8月19日 - 1974年9月6日）は、ロシア・モスクワ出身の女優。苗字のバクラノヴァのみでの表記でも活躍していた。生年はデータによっては1900年と表記されているところもある。

## 略歴
ロシア・モスクワにおいて、父ウラジミールと母アレクサンドラの間に生まれる。
Cherniavsky Instituteで演技を勉強し、1914年からロシア映画で女優として活動開始。またここからの10年間、ロシア映画への出演と並行して、モスクワ芸術座の公演にも参加し世界各地を回っている。
1925年にモスクワ芸術座の舞台｢女の平和｣の公演でニューヨークを訪れ、劇団の残りのメンバーはロシアに戻ったものの、彼女はキャリアを広げるために留まり、アメリカでの女優活動を開始。
1928年にジョセフ・フォン・スタンバーグ監督の『紐育の波止場』に出演し、ブロンドヘアーと彫刻のように整った顔立ちで迅速に人気が高まり、サイレント映画の女優として注目される。さらに同年に製作された『笑ふ男』では主人公を破滅させる魔性の女を演じ、いわゆる“ヴァンプ女優”としての人気を確立。
しかしトーキー映画に移行してからは、ロシア訛りの強く残る彼女はなかなか適応することができず、徐々に脇役に追いやられてしまう。そんな中で出演したトッド・ブラウニング監督作の『フリークス』ではサーカスを舞台に遺産を狙って相続した小人の男を誑かし殺そうとする空中ブランコ嬢のクレオパトラを演じる。作品自体は公開当時は注目を受けなかったが、徐々にカルト的な人気を誇るようになり、彼女の代表作となる。
『フリークス』以降はいくつかの映画に出演するも、1943年を最後に出演せず、以降も復帰することは無かった。しかしトーキー映画移行後も舞台女優として精力的に活動しており、ロンドンのウエストエンドやニューヨーク、またワシントン州のシアトルのムーア劇場では“Claudia”の公演に参加している。
私生活では3度の結婚歴があるが、いずれも離婚している。最初の夫と2番目の夫の間にはそれぞれ1児を儲けている。
引退後はスイスのヴヴェイで暮らし、1974年の9月6日に死去。

## 主な出演作品
| 公開年 | 邦題 原題                              | 役名               | 備考                       |
| ------ | -------------------------------------- | ------------------ | -------------------------- |
| 1928   | 紐育の波止場 The Docks of New York     | ルー               | バクラノヴァの表記での出演 |
| 1928   | 笑ふ男 The Man Who Laughs              | ジョジアナ公爵夫人 |                            |
| 1928   | 噂の女 The Woman Disputed              | 伯爵夫人           | シーン削除                 |
| 1929   | ウォール街の狼 The Wolf of Wall Street | オルガ             | バクラノヴァの表記での出演 |
| 1929   | 君恋し The Man I Love                  | ソニア・バロンノフ | バクラノヴァの表記での出演 |
| 1932   | フリークス Freaks                      | クレオパトラ       |                            |